# Bryn Vaile
Bryn Vaile (16 de agosto de 1956) é um velejador britânico, campeão olímpico.

## Carreira
Bryn Vaile consagrou-se campeão olímpico ao vencer a série de regatas da classe Star nos Jogos Olímpicos de Verão de 1988 em Seul ao lado de Michael McIntyre como representante da Grã-Bretanha.